# Austin Barnes
Austin Scott Barnes (Riverside, 28 dicembre 1989) è un giocatore di baseball statunitense con cittadinanza messicana, ricevitore svincolato.

## Carriera

### Los Angeles Dodgers
Barnes fu scelto dai Florida Marlins nel nono turno del draft MLB 2011. Venne scambiato con i Los Angeles Dodgers il 10 dicembre 2014. Debuttò nella MLB il 24 maggio 2015 (come ricevitore partente al posto dell'infortunato Yasmani Grandal) al Dodger Stadium di Los Angeles contro i San Diego Padres, battendo subito una valida. Il resto della stagione e la maggior parte della successiva le disputò nelle minor league, prima di divenire riserva la riserva principale di Grandal nella stagione 2017. Il 30 luglio 2017 disputò la sua prima gara con più di un fuoricampo, concludendo con un primato personale di 7 punti battuti a casa (RBI) la gara contro i Padres. La sua prima stagione regolare completa si chiuse con una media battuta di .289, 8 fuoricampo e 38 RBI. I Dodgers giunsero fino al World Series 2017 dove furono sconfitti dagli Houston Astros per quattro gare a tre.

## Palmarès
- World Series: 2

Los Angeles Dodgers: 2020, 2024